# Pjotr Iwanowitsch Lukirski
Pjotr Iwanowitsch Lukirski (russisch Пётр Иванович Лукирский; * 1. Dezemberjul. / 13. Dezember 1894greg. in Orenburg; † 16. November 1954 in Leningrad) war ein russischer Physiker und Hochschullehrer.

## Leben

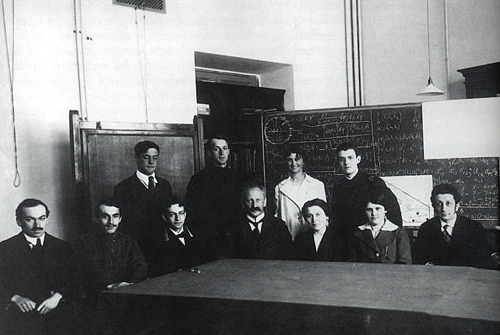
Von links stehend: Pjotr Leonidowitsch Kapiza, Pjotr Iwanowitsch Lukirski, Milita Wladimirowna Milowidowa-Kirpitschewa, Jakow Grigorjewitsch Dorfman (Joffe-Seminar 1915)

Lukirski war der Sohn eines Geodäten. 1903 zog die Familie nach Nowgorod um, so dass Lukirski den Schulbesuch am Nowgoroder Jungengymnasium abschloss. 1912 begann er das Studium an der physikalisch-mathematischen Fakultät der Universität St. Petersburg. Bereits als Student arbeitete er wissenschaftlich bei Abram Fjodorowitsch Joffe. 1912 schrieb er eine Arbeit über das 1911 von Pierre-Ernest Weiss vorhergesagte Magneton. In seiner Diplomarbeit bestimmte er den elektrischen Leitwert des Halits.
Nach der Oktoberrevolution begann Lukirski in der physikalisch-technischen Abteilung des Röntgen- und Radiotechnik-Instituts zu arbeiten, die bald das Leningrader Physikalisch-Technische Institut (LFTI) der Akademie der Wissenschaften der UdSSR (AN-SSSR) wurde. 1919 hielt er als Dozent Vorlesungen an der Universität Petrograd. Im gleichen Jahr heiratete er und bekam mit seiner Frau Jelisaweta Nikolajewna drei Kinder.
1925 konnte Lukirski mit einer speziellen Methode erstmals durch wellenlängendispersive Röntgenspektroskopie die charakteristischen Röntgenspektrallinien von Kohlenstoff, Aluminium und Zink bestimmen. Auch untersuchte er den Compton-Effekt. Die Ergebnisse wurden schnell veröffentlicht. 1933 wurde er zum Korrespondierenden Mitglied der AN-SSSR gewählt. Ab 1934 leitete er den Lehrstuhl für Elektrizität der physikalischen Fakultät der Universität Leningrad. Schüler Lukirskis waren Abram Isaakowitsch Alichanow, Artem Alichanjan, Andrei Iwanowitsch Anselm, Lew Andrejewitsch Arzimowitsch, Leonti Nikolajewitsch Dobrezow, Alexander Pawlowitsch Schdanow, Wadim Jewgenjewitsch Laschkarjow und Georgi Nikolajewitsch Schuppe.
Am 2. April 1938 wurde Lukirski im Zuge der Stalinschen Säuberungen verhaftet und konterrevolutionärer Aktivitäten gemäß Artikel 58 des Strafgesetzbuches der RSFSR beschuldigt. Trotz lang dauernder Verhöre mit Folterungen unterschrieb er kein Schuldeingeständnis. Trotz fehlender physischer Beweise wurde er am 2. September 1938 zu 5 Jahren Arbeitslagerhaft verurteilt. Der Verhöroffizier des NKWD Boschitschko wurde 1940 erschossen. Alexander Alexandrowitsch Baikow, Pjotr Leonidowitsch Kapiza, Lew Dawidowitsch Landau und Wladimir Alexandrowitsch Fock setzten sich für Lukirskis Freilassung ein. 1941 arbeitete Lukurski unter Lagerbedingungen als Geologe in einer Geodäsie-Expedition. Am 12. August 1942 wurde Lukirskis Verurteilung aufgehoben und seine Freilassung aus dem Petschora-Lager beschlossen. Mühsam schlug sich Lukirski zu seiner aus dem belagerten Leningrad evakuierten Familie in Kasan durch.
Ab 1943 arbeitete Lukirski in dem von Witali Grigorjewitsch Chlopin geleiteten Radium-Institut der AN-SSSR und lehrte nach dem Deutsch-Sowjetischen Krieg ab 1945 als Professor und Leiter des Lehrstuhls für technische Elektronik am Leningrader Polytechnischen Institut. Er bearbeitete Probleme der Kernphysik und untersuchte Prozesse der Wechselwirkung von Neutronen mit Materie. 1946 wurde er Wirkliches Mitglied der AN-SSSR. 1954 veröffentlichte er die weltweit erste Arbeit über die Kernspaltung durch ein K-Meson.

## Ehrungen, Preise
- Orden des Roten Sterns (1945, 1947)
- Leninorden[5]